# April Rain
Albums de Delain
Lucidity
(2006) We Are the Others
(2012)
Singles
1. April Rain
Sortie : février 2009
2. Stay Forever
Sortie : 16 octobre 2009

April Rain est le deuxième album du groupe de metal symphonique néerlandais Delain, publié le 20 mars 2009 chez Roadrunner Records.

## Liste des chansons
| No  | Titre                                        | Auteur                                | Durée |
| --- | -------------------------------------------- | ------------------------------------- | ----- |
| 1.  | April Rain                                   | Martijn Westerholt, Charlotte Wessels | 4:36  |
| 2.  | Stay Forever                                 | Westerholt, Ronald Landa, Wessels     | 4:26  |
| 3.  | Invidia                                      | Westerholt, Wessels                   | 3:47  |
| 4.  | Control The Storm (avec Marco Hietala)       | Guus Eikens, Wessels                  | 4:12  |
| 5.  | On The Other Side                            | Eikens, Wessels                       | 4:09  |
| 6.  | Virtue And Vice                              | Westerholt, Landa, Wessels            | 3:55  |
| 7.  | Go Away                                      | Westerholt, Eikens, Wessels           | 3:35  |
| 8.  | Start Swimming                               | Rob van der Loo, Wessels              | 5:19  |
| 9.  | Lost                                         | Westerholt, Wessels                   | 3:23  |
| 10. | I'll Reach You                               | Westerholt, Eikens, Wessels           | 3:29  |
| 11. | Nothing Left (avec Marco Hietala)            | Westerholt, Wessels                   | 4:39  |
| 12. | Come Closer (Bonus)                          | Westerholt, Wessels                   | 4:30  |
| 13. | No Compliance (Charlotte Wessels à cappella) | Westerholt                            | 5:09  |

## Membres
- Charlotte Wessels - voix
- Ronald Landa - guitare
- Ray van Lente - guitare
- Rob van der Loo - basse
- Sander Zoer - batterie
- Martijn Westerholt - claviers
- Marco Hietala - voix (track 4,11)